# Астрагал дніпровський
Астрага́л дніпро́вський (Astragalus borysthenicus (Klokov) — рослина роду астрагал родини бобових.

## Біологія виду
Гемікриптофіт. Трав'яна стрижневокоренева рослина 20-100 см заввишки. Стебла численні, товсті, розгалужені, висхідні. Листки непарнопірчасті, листочки довгасті, ланцетні, рідше еліптичні і довгасто-еліптичні, (4)8-21 мм завдовжки, 1,5-5 мм завширшки. Грона головчасті, густі, еліптичні або довгасті, на пазушних, в 1,5-3 рази довших за листки квітконосах. Чашечка дзвоникувато-трубчаста або трубчаста, 6-10 мм завдовжки з шилоподібними, коротшими за її трубку зубцями, густо опушена білими і чорними притиснутими волосками. Віночок 25-30 мм завдовжки, темносиньо-пурпуровий. Прапорець віночка довгасто-яйцеподібний, з нігтиком 4-5 мм завдовжки. Боби 9-18 мм завдовжки, еліптичні, довгасто-еліптичні, довгасті, з довгим носиком, двогнізді, опушені притиснутими білими волосками. Насінини до 2 мм завдовжки, кругло-ниркоподібні, коричневі. Цвіте в травні-серпні, плодоносить у червні- серпні. Розмножується насінням.

## Поширення
Причорноморський вид Чорного та Азовського морів та лиманів. Рослина поширена в Донецькій, Одеській, Херсонській, Запорізькій, Миколаївській областях, Криму.
Росте на пісках, а також піщаних й супіщаних схилах по берегах Чорного і Азовського морів та морських лиманів, нижньодніпровських піщаних кучугурах, входить до складу приморських і прирічкових піщаних степів (кл. Festucetea vaginatae). Ксерофіт.

## Охорона
Занесена до Червоної книги України, природоохоронний статус — рідкісний. Дуже страждає (і місцями вже зникає) через перевантаженість пляжів у літній період. Занесений до Європейського червоного списку. Охороняється на косі Бирючий острів у складі Азово-Сиваського НПП. Необхідні облік оселищ, моніторинг популяцій, створення заповідних об'єктів у локалітетах виду, вирощування в ботанічних садах та введення в культуру. Заборонено збирання рослин, порушення умов місцезростання.

## Класифікація
Астрагал дніпровський у деяких джерелах розглядається як синонім астрагала еспарцетного. Всі частини Астрагала еспарцетного значно дрібніші ніж у астрагала дніпровського. Листя довгасті, часто уздовж складені. Віночок рожево-ліловий. Зубці чашечки в 2-3 рази довше трубки трубки (у астрагала дніпровського вони рівні трубці).